# Nick Martin (Autor)
Nick Martin (geboren 1986 in Würzburg) ist ein deutscher Autor, dessen Bücher sich hauptsächlich mit den Themen Backpacking und Reisen beschäftigen.

## Leben
Nach einer Reise durch Neuseeland gab Martin 2010 seinen Job im Vertrieb auf und begann mit dem Backpacking durch verschiedene Länder auf der ganzen Welt. Mittlerweile hat er 85 Länder bereist und seine Erlebnisse als Autor verarbeitet. Der Durchbruch gelang ihm bereits mit seinem Erstlingswerk Die geilste Lücke im Lebenslauf, welches zum Spiegel-Bestseller wurde.
Im Rahmen seines Projektes „Travel Echo“ bietet er Seminare und Adventure Camps an, die Interessierten den Einstieg in ihre eigene Backpacking-Reise erleichtern sollen. Für dieses Projekt wurde er 2018 durch das Bundesministerium für Wirtschaft und Energie als Kultur- und Kreativpilot ausgezeichnet.

## Werke
- Die geilste Lücke im Lebenslauf: 6 Jahre Weltreisen. NG Taschenbuch, 2021, ISBN 978-3-492-40649-9.
- Die geilste Lücke im Lebenslauf – Die dunkle Seite: Was nicht so geil war in 10 Jahren Weltreisen. CONBOOK, 2021, ISBN 978-3-492-40659-8.
- Die geilste Lücke im Lebenslauf – The Next Level: Meine Reiseabenteuer in bildgewaltiger Form. CONBOOK, 2023, ISBN 978-3-95889-460-0.